# Східне Підляшшя
Східне Підляшшя — історико-культурний регіон, розташований на північному сході Польщі, біля кордону з Білоруссю, на стику етнічних територій білорусів і поляків у басейнах річок Буг і Нарва .

## Межі регіону

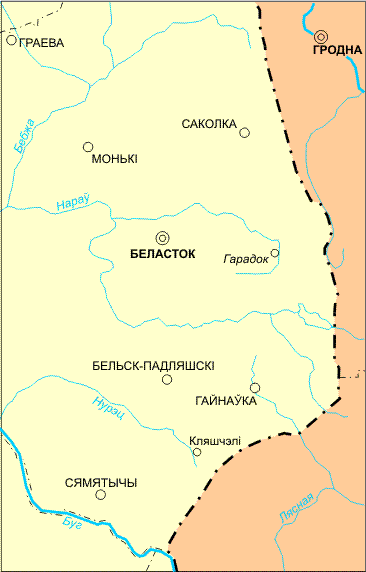
Східне Підляшшя на карті.

До етнокультурного ареалу білорусів у Польщі, виходячи з поширення білоруських діалектів, а також частки білорусів у населенні за результатами перепису 2002 р., можна повністю віднести територію Гайновського повіту, східну частину Більського повіту (з містом Більськ Підляський ), а також територію Білостоцького повіту на схід від долини річки Нарва на його субмеридіальній ділянці. До цієї території також відноситься місто Білосток, населений пункт з найбільшою кількістю білорусів серед усіх міст Польщі. Етнокультурний ареал білорусів може охоплювати більшу частину Сокульського повіту (без західних гмін): через переважання тут діалектів, найближчих до літературної білоруської мови, і міцні історичні зв'язки цієї території з Білорусією. Також, визначений регіон включає східну частину Сім'ятицького повіту .
Таким чином, площа краю, який отримав назву Східне Підляшшя, становить близько 8 тис. км2. км². З півночі на південь ця територія простягається на 150-170 км, із заходу на схід - на 50-60 км.
По східному кордону Білостоцької області проходить державний кордон між Республікою Білорусь ( Гродненська і Брестська області) і Республікою Польща. Частина цього кордону проходить по природних рубежах: ( вододіл Німану та Вісли, р. Свіслоч, Біловезька пуща ); але вони не перешкоджають контактам між двома країнами. На півночі Білостоцький край межує з Сувальщиною вздовж річки Бєбжа  і заболоченої Бєбжанської улоговини. Західний кордон білоруського етнокультурного ареалу можна провести від Бєбжі на південь по річці Бжезувка (пол. Brzezówka), далі на схід від долини Нарви на її субмеридіональній ділянці та на захід від Більська Підляського та Сем'ятичів до річки Буг .

## Історичний нарис
Землі на заході етнічної території білорусів історично, ми називаємо Підляшшям, або Підляссям. На межі І-ІІ тисячоліть Підляшшя було ареалом розселення балтійського племені ятвягів, поруч з яким проживали слов’яни: дреговичі, волиняни (бужани) і мазури.
Східнослов'янське населення стікалося сюди з двох основних напрямків: східного і південно східного. Результати цього розрізнення помітні й сьогодні. Північні діалекти (на північ від Нарви ) є суто білоруськими, послуговуються їм населення, яке називають «литовцями». У південних, «підляських» говірках помітні подібності до української.
В 11-13 ст. Підляшшя було об’єктом суперечок між галицько-волинськими, литовськими, польськими князями та Тевтонським орденом . У 13 ст. Землі на південь від річки Нарва увійшли до складу Галицько-Волинського князівства . До цього мазовшани, литовці та тевтонці вже винищили ятвягів у результаті військових походів. Території на північ від Нарви були підпорядкована литовським князям.
У 13-14 ст. Підляшшя увійшло до складу Великого князівства Литовського . Мазовія тим часом стала частиною Корони (Польщі). У 1382-83 роках точилися військові дії між Польщею і Великим князівством Литовським за володіння Підляшшям. Тевтонський орден також мав претензії на Підляшшя в цей період.

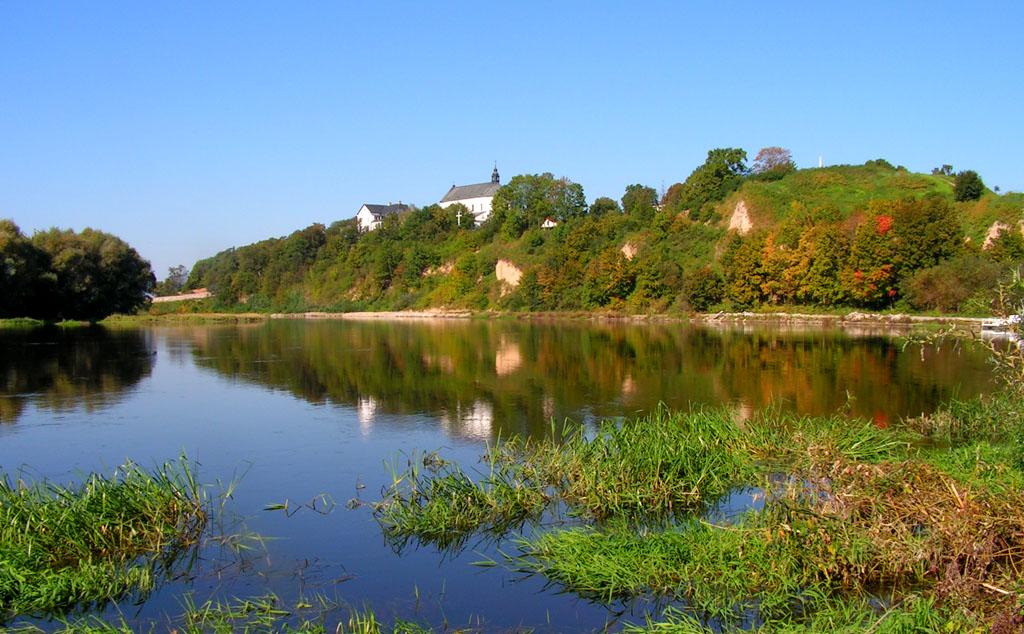
Замкова гора в Дорогичині

Вже в 11-13 ст. на Підляшші виникли міста: Дорогичин, Мельник, Бельськ, Брянськ. У першій половині 14 ст. Засновано Білосток . З 1413 року Підляшшя входило до складу Троцького воєводства Великого князівства Литовського. У 1520 році було створено Підляське воєводство з центром у Дорогичині.
З 15 ст. починається військово-політичне зближення Великого князівства Литовського та Польського королівства. У 1562 році в Більську відбувся сейм Великого князівства Литовського, на якому обговорювався план майбутньої Люблінської унії. У 1564 р. на сеймі було проголошено Більський привілей, норми якого увійшли до Статуту Великого князівства Литовського 1566 р .
Відповідно до Люблінської унії 1569 року Велике князівство Литовське та Польща об’єдналися в конфедерацію – Річ Посполиту . Напередодні Західне Підляшшя ( Дорогичинська, Мельницька та Більська землі ) було передано Польщі. Водночас Східне Підляшшя (Берестейська земля) залишалося у складі Великого князівства Литовського. Точні кордони між Східним і Західним Підляшшям не були визначені, а північно-східні райони сучасної Білостоцької області залишилися у складі Троцького воєводства Великого князівства Литовського.

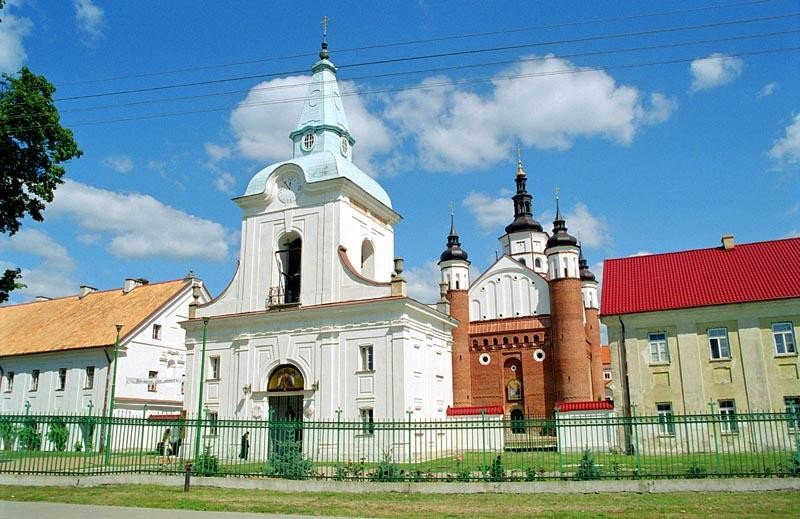
Супрасльський Благовіщенський монастир (сучасний вигляд)

У пізньому середньовіччі Білосточчина відігравала велику роль у білоруському етнокультурному процесі. Супрасльський монастир, заснований наприкінці XV ст. , став духовним центром білоруського православ'я, мав друкарню та багату бібліотеку. У 1567 році в Заблудові була заснована друкарня, де працювали першодрукарі Іван Федоров і Петро Мстиславець . Їм належить видання «Заблудівського Євангелія» (1569) — однієї з найвидатніших пам'яток давньобілоруської писемності та книгодрукування. У 1573 році друкарня була перенесена до Супрасля, а пізніше до Білостока.
У 16-17 ст. швидко зростали міста на Підляшші (Білосток, Бельськ-Подляський та ін.), розвивалися торгівля, ремесла, вирубувалися ліси, виникали нові поселення. Взято під охорону королівські ліси ( Біловезький, Книшин, Августів).
Проте з другої половини XVII ст. Настає занепад економічного і культурного життя, спровокований походами шведських військ і татарськими нападами. У 18 ст. через занепад багатьох міст засновувалися нові, переважно приватні, які, проте, не набули великого значення (виняток становили, мабуть, Сім’ятичі ). У цей час Білосток стає найбільшим і найважливішим містом Підляшшя.
Внаслідок третього поділу Речі Посполитої у 1795 р. Білосток і Підляшшя увійшли до Пруссії (Біловезька пуща тим часом відійшла до Росії). Білосток став центром одного з прусських департаментів.
Після поразки Пруссії у війні з Францією, згідно з Тільзітським договором, Білосток увійшов до складу Російської імперії . У 1808 році тут була створена окрема Білостоцька область, яка незабаром у 1842 році була ліквідована і приєднана до Гродненської губернії .
Білосток залишався найважливішим економічним центром регіону протягом усього XIX століття. На початку 20 ст. Населення міста наблизилось до 100 тис. (з них близько 2/3 були євреями). А. Смолич характеризує Білосток того часу як «найпромисловіше місто Білорусі». Крім того, промисловість (насамперед суконна) розвивалася в ряді невеликих міст поблизу Білостока: Супраслі, Заблудові, Хорощі, Міхалові, Городку та ін. За густотою населення і територією Білостоцька область перевершувала інші регіони Білорусі. Тут склалося зразкове сільське господарство, орієнтоване на вирощування озимих (пшениця і жито), картоплі, овочів, фруктів, технічних культур (льон, хміль, тютюн), продуктивне тваринництво. У 1906 році на Білосточчині була заснована перша білоруська організація: Більська організація Білоруської соціалістичної громади .
У 1915 році під час Першої світової війни Білостоцька область була окупувана німецькими військами. Пізніше, внаслідок польсько-радянської війни, у 1921 році цей регіон увійшов до складу Польщі згідно з Ризьким мирним договором . У 1920-1930-х роках на Білосточчині політичні та громадські організації об’єднували білорусів ( КПЗБ, БСРГ, БХД ), поляків та євреїв. У цей період розгортається партизанський рух, відбуваються виступи робітників.
У вересні 1939 року, після початку Другої світової війни, війська Червоної Армії увійшли в Білосточчину. У Білостоці були скликані Народні збори Західної Білорусі, які оголосили про приєднання її до Білоруської РСР ; 4 грудня 1939 року у складі БРСР була утворена Білостоцька область . У 1939-41 рр. на Білосточчині активізувалося білоруське культурне життя, почали діяти ряд білоруських театральних і музичних колективів, у цей час був створений Державний польський театр БРСР . Але зазначений період був відзначений також репресіями та депортацією частини населення.
Див. також: Приєднання західнобілоруських земель до БРСР
23 червня 1941 року Білосток був окупований німецькими військами. Нацистська окупація завдала величезної шкоди, особливо жорстоко нацисти винищували єврейське населення Білостоцького краю. Білостоцька крайова антинацистська організація та військові формування Армії Крайової чинили опір окупантам, у 1943 р. відбулося повстання в Білостоцькому гето. У липні 1944 року війська 2-го Білоруського фронту визволили Білостоцьку область від нацистів.
У 1944-1945 рр. за угодою між радянським і польським урядами Білостоцька область знову була передана Польщі, в межах якої було відновлено Білостоцьке воєводство. У 1944-46 роках десятки тисяч білорусів були переселені звідси до БРСР, але й після цього в регіоні залишалось велике білоруське населення. Після війни організована національно-культурна діяльність білорусів на Білосточчині почалася з відновлення тут білоруського шкільництва. У 1956 році було створено Білоруське громадсько-культурне товариство, білоруською мовою почала виходити газета «Ніва», з 1957 року виходить «Беларускі каляндар», з 1958 року діє літературно-мистецьке об'єднання «Белавежа»., створено білоруські ліцеї в Більську-Підляському та Гайновці.
З кінця 1980-х років білоруське громадсько-культурне життя на Білосточчині помітно активізується. У 1980-х роках. Відкрито Гайнівський музей пам'яток білоруської культури, створено Товариство білоруських студентів . У 1990-х роках були створені Білоруський союз у Республіці Польща, Союз білоруської молоді, Білоруське історичне товариство, Асоціація білоруських журналістів та інші громадські організації, вийшов ряд нових видань білоруською мовою.

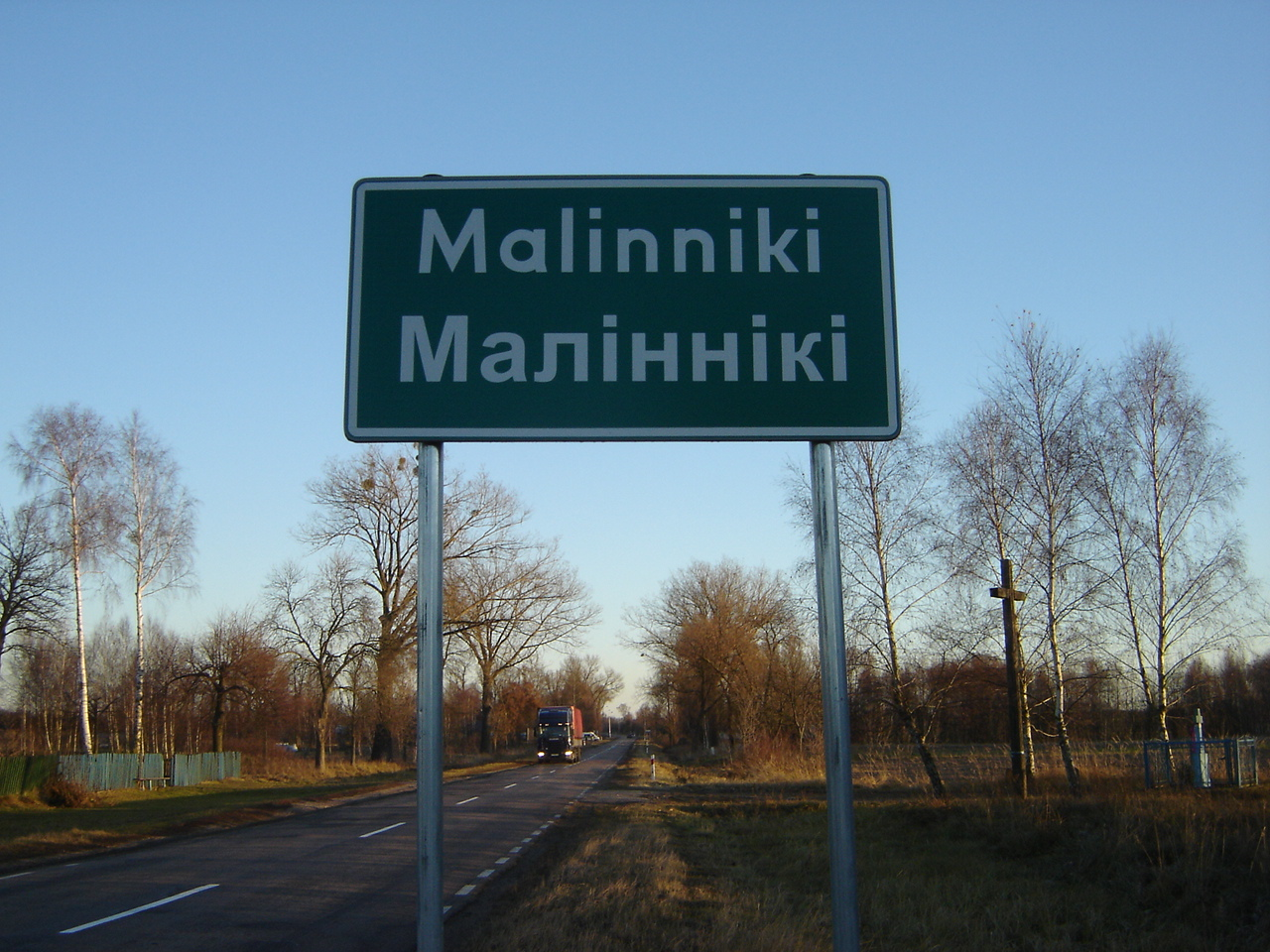
Двомовний вказівник на в’їзді в село Малинники Більсько-Бяльського повіту

У 1999 році в Польщі запроваджено новий адміністративно-територіальний поділ, згідно з яким Білостоцьке воєводство було ліквідовано та увійшло до складу Підляського воєводства з центром у Білостоці. Нині білоруси переважно населяють східні та південно-східні райони згаданого воєводства.

## Природа

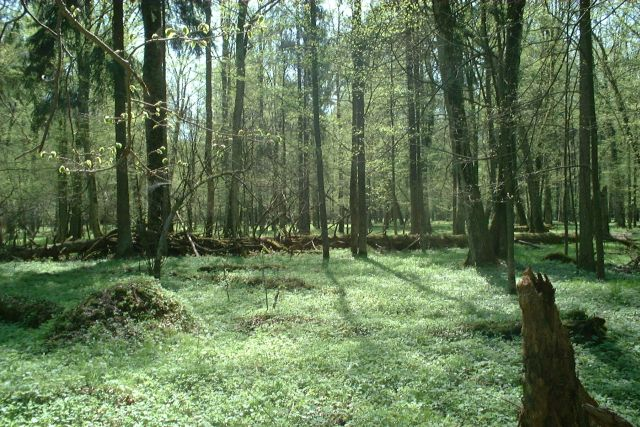
У Біловезькій пущі

Визначена територія характеризується рівнинним рельєфом і помірним кліматом. Білостоцьку область перетинають досить значні річки, що належать до басейну Балтійського моря. Територія майже повністю належить до вододілу Вісли, лише біля кордону з Білорусією окремі водотоки належать до басейну Німану . Головні річки Білостоцького краю: Буг, Нарва, Супрасль, Бєбжа, Нурець. Найбільше за площею водосховище Семенівка, на р. Нарві, біля кордону Польщі та Білорусі; Заповнене водою у 1992-93 роках.
Ґрунти Білостоцького регіону є посушливими і, порівняно з іншими регіонами Польщі, не відрізняються високою родючістю . Сільськогосподарські угіддя займають близько 60% території. Тут донині збереглися значні лісові масиви, серед яких виділяються Біловезька та Книшинська пущі. Регіон повністю належить до функціональної зони «Зелених легенів Польщі», яка охоплює найбільш екологічно чисті та природно цінні території країни.

## Економічний розвиток
Білосточчина розташована на залізничних і автомобільних шляхах, головний транспортний коридор перетинає її з північного сходу на південний захід.
Економіка області агропромислова, базується на вирощуванні зернових, картоплі, цукрових буряків, ріпаку, льону, тваринництво.
Найбільші міста, важливі промислові та культурні центри цього регіону: Білосток, Гайнівка та Більськ-Підляський. Отримали розвиток машинобудування, деревообробки, виробництва будівельних матеріалів, легкої і харчової промисловості.
Динамічно розвивається невиробнича сфера. Притамана транскордонна торгівля, банківський і страховий сектори мають велике значення для регіону.
Дуже перспективною галуззю економіки є туризм: насамперед еко та агротуризм.

## Білоруси на Білосточчині
Ядро Східної Білосточчини як етнокультурного ареалу білорусів утворюють території, що лежать на схід і південний схід від Білостока, де переважає православне населення (належить до Польської Автокефальної Православної Церкви ). Приналежність до православ’я стала важливою причиною збереження національної ідентичності білорусів у Польщі. Перевага католиків на Сокільщині сприяла тому, що ця територія стала для білорусів периферією.

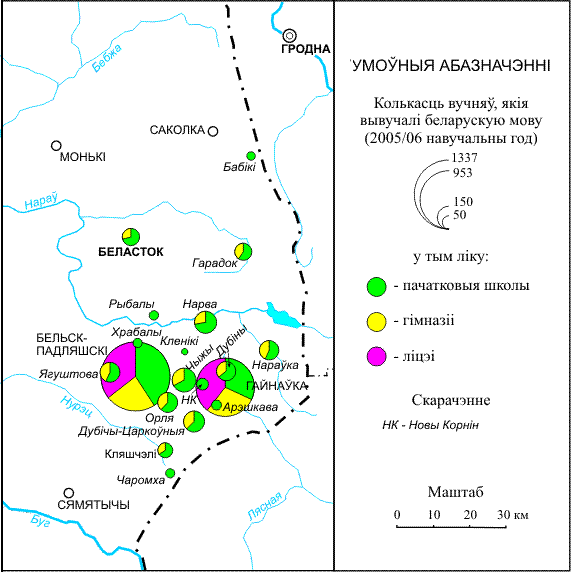
Викладання білоруської мови в школах на Білосточчині

Приклад організації навчання білоруською мовою в школах Східного Підляшшя показує, що білоруське шкільництво має два основні осередки — Більськ-Підляський і Гайнівку, де знаходяться ліцеї відповідного профілю. За межами цього регіону в ряді випадків (зокрема в Білостоці) спостерігається тенденція до збільшення кількості учнів, для яких проводяться заняття з білоруської мови. Водночас зменшується загальна кількість учнів, які навчаються білоруською мовою (з 3753 учнів у 2002/2003 н.р. до 3544 у 2005/2006 н.р.). Ця тенденція найбільш виражена в малих сільських школах Гайнівського повіту, що пов’язано зі зменшенням кількості дітей.
Гайнівський повіт, який має найбільшу частку білорусів, зазнає найшвидших темпів природного скорочення населення через низьку народжуваність і високу смертність, а також страждає від міграційного відтоку. Водночас найбільш динамічно розвивається місто регіону — Білосток, найбільший населений пункт північно-східної Польщі та важливий адміністративний, економічний і культурний центр.
Міста Білосток, Гайнівка і Більськ-Підляський відрізняються найбільшою концентрацією білоруського населення (за переписом 2002 року, відповідно 7,4, 6,0 і 5,6 тис. осіб), вони стали центрами громадського і культурного життя білорусів.
На Східній Білосточчині діє понад 10 громадських організацій, які об’єднують білорусів.
Білоруською мовою виходить тижневик «Ніва», а також друкуються матеріали в інших періодичних виданнях («Czasopis», «Białoruskie Zeszyty Historyczne» та ін.). Білоруські письменники Білосточчини (Сакрат Янович, Віктор Швед, Микола Гайдук, Міра Лукша та ін.) проявили себе в різних літературних жанрах. Літературно-мистецьке об’єднання «Біловежа» сприяє розвитку білоруської літератури в Польщі та видало понад 100 книжок.
В ефір Білостоцького радіо транслються програми, підготовлені білоруською редакцією.
Успішно працює кафедра білоруської культури в Білостоцькому університеті.

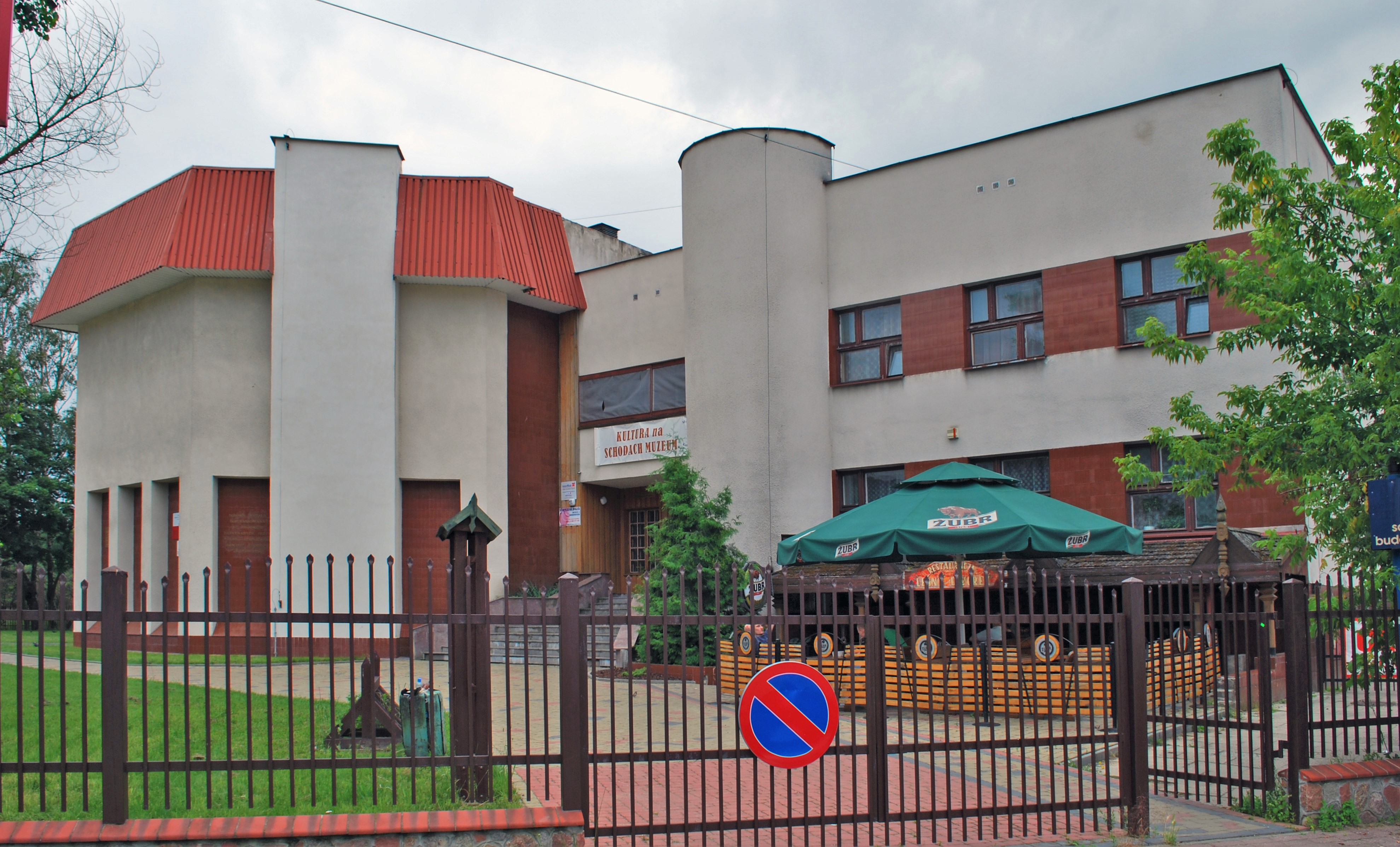
Білоруський музей у Гайнівці

У Гайнівці діє музей і центр білоруської культури. Основу експозиції музею становлять сільськогосподарські знаряддя праці, твори народного мистецтва та культурна спадщина білорусів Польщі.
На Білосточчині діють численні білоруські художні колективи та клуби, організовуються культурно-мистецькі фестивалі й свята. Щороку проходять фестиваль білоруської пісні (Білосток), «Басовішча» (Городок), «Бардаўская восень» (Більськ-Підляський) та свято «Купалле» (Біловежа).
Дослідженням історії та культури білорусів займаються місцеві вчені: М. Миронович, А. Миронович, А. Латишонак, В. Харужі та ін.